# Finkenbach (Laxbach)
Der Finkenbach ist rund 22 km langer Bach, der etwa südwärts durch den südlichen Odenwald fließt und sich in der Kleinstadt Hirschhorn im hessischen  Landkreis Bergstraße von links mit dem Ulfenbach zum Laxbach vereint, der dann dort bald in den Neckar mündet.

## Geographie

### Ursprung
Der Finkenbach entsteht aus dem Zusammenfluss von Hinterbach und Falkengesäßerbach bei Oberzent-Finkenbach. Für diese beiden Quellbäche sind teilweise auch andere Bezeichnungen im Gebrauch; der Hinterbach wie der Falkengesäßerbach werden auch mit dem Namen Finkenbach belegt.

### Verlauf
Vom Zusammenfluss seiner zwei Quellbäche an läuft der Finkenbach konsequent in südlicher Richtung bis zu seiner Mündung. Am Südrand der Ortschaft Finkenbach speist ihn von links der Preuschengrund und ein Bach aus dem Lenzegrund.
Danach beginnt das seine ganze Auenbreite umfassende Naturschutzgebiet Finkenbachtal bei Finkenbach, er zieht hierin zunächst westlich am Berg Kobelstreich vorbei. Etwas weiter südlich fließt ihm von der rechten Seite der kleine Hörlenbach zu. Der folgende Auenabschnitt zwischen dem Hörlenbachskopf (360 m ü. NN) rechts und den Alten Schlägen links gegenüber nennt sich Großwiese, dort verstärkt ihn der Steingrund von links. Der Finkenbach fließt durch die Bruchwiesen am Engertalskopf (312 m ü. NN) vorbei, verlässt dabei das Naturschutzgebiet und zwängt sich anschließend zwischen  Mühlberg und Zweckgrund  hindurch. Er tritt daraufhin auf die Gemarkung Eberbach-Brombach über und erreicht kurz darauf den Nordrand des zu Oberzent gehörenden Taldorfes Ober-Hainbrunn, das sich zumeist etwas oberhalb des östlichen Hangfußes dahinzieht, während er sich hier an die westliche Talseite hält. Bei Unter-Hainbrunn fließt ihm von links der  Zweigrund zu. Der Bach läuft nun ins ausgewiesene Naturschutzgebiet Hainbrunner Tal bei Hirschhorn ein, hier speist ihn gleich von links der Hämmelsbach. Weiter flussab mündet von rechts der Brombach, sein bedeutendster Zufluss unterhalb der Quellbäche.
Zuletzt erreicht er die Stadt Hirschhorn, wo der Ulfenbach fast im rechten Winkel von rechts auf ihn trifft und sich mit ihm zum Laxbach auf einer Höhe von 120 m ü. NHN vereint. Dieser mündet nach etwa 700 m eigenen Laufs in den Neckar.
Der mitsamt seiner Oberlauffolge aus Airlenbach und Falkengesäßerbach 21,6 km, alleine 12,1 km lange Lauf des Finkenbachs endet etwa 283 Höhenmeter unterhalb des Airlenbach-Ursprungs, er hat somit ein mittleres Sohlgefälle von etwa 13 ‰.

### Zuflüsse
Liste der direkten Zuflüsse vom Zusammenfluss der Oberläufe zum Zusammenfluss mit dem Ulfenbach zum Laxbach. Gewässerlänge übernommen oder abgemessen,  Einzugsgebiet übernommen oder abgemessen sowie Höhe nach den entsprechenden Layern auf der Onlinekarte der LUBW. Andere Quellen für die Angaben sind vermerkt.
Anmerkungen:
1. ↑  Manchmal auch die GKZ 2389682
2. ↑  Manchmal auch die GKZ 238968

## Daten und Charakter

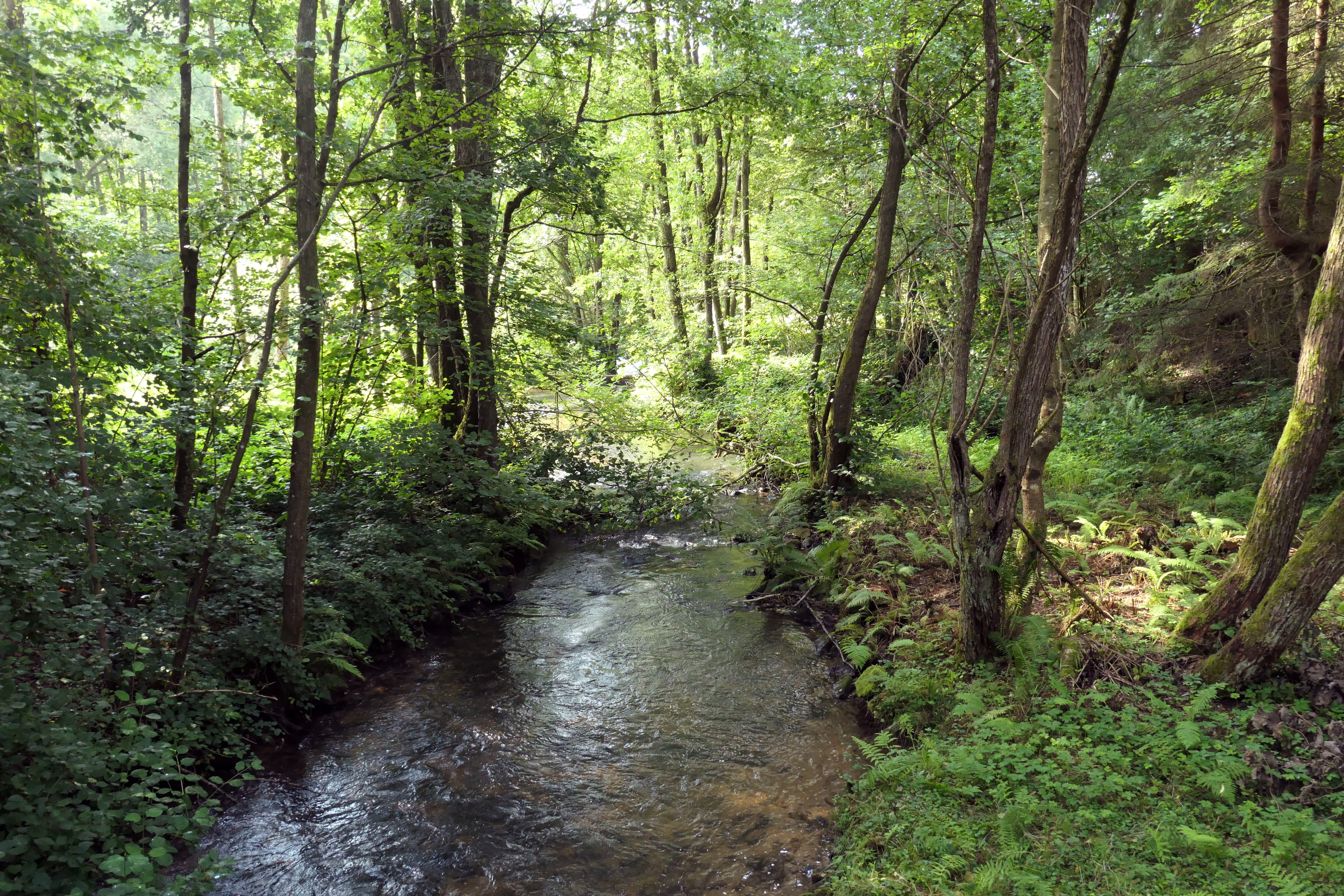
Finkenbach im NSG südlich des Ortes Finkenbach (2023)

Der Finkenbach ist ein mit seinem Hauptoberlauf zusammen etwa 21,5 km langer, feinmaterialreicher, silikatischer Mittelgebirgsbach im Buntsandstein-Odenwald. Sein Gesamteinzugsgebiet beträgt 73,8 km², es ist in Richtung Nord-Süd langgestreckt und von bewaldeten Hängen und Böschungen geprägt und von wiesenbestandenen, grünen Talauen. In den Böden des Bachtales kann das Wasser nur mäßig bis gering versickern. Die Gesteinslagen an den Hängen bestehen überwiegend aus Sandsteinen sowie aus Ton- und Schluffsteinen, teilweise liegen dem Gerölle auf. Das Tal füllen häufig quartäre, relativ bindige Lockergesteine.
Dem Einzugsgebiet des Finkenbachs, das naturräumlich gesehen in den Unterräumen Sandstein-Odenwald und ganz zuletzt auch Odenwald-Neckartal des Odenwaldes liegt, ist im Westen benachbart das des Geschwisterflusses Ulfenbach. Im Norden und Nordosten fließen die konkurrierenden Nachbarbäche jenseits der zentralen Odenwälder Wasserscheide über die Mümling in den Main. Im Osten jenseits der Kammlinie der Hirschhorner Höhe liegt das Einzugsgebiet des Gammelsbachs, der in den Neckar mündet. Im Südosten laufen dazwischen der viel kleinere Igelsbach und ein paar Hangbäche zum Neckar.

## Fauna
Im Finkenbach kommen Bachforelle, Bachneunauge, Groppe und Aal vor. Auch die Gelbbauchunke, die Helm-Azurjungfer und der Hellen- sowie der Dunklen Wiesenknopf-Ameisenbläuling sollen im Finkenbachtal vorkommen. Die früher ansässige, seltene Flussperlmuschel ist wohl spätestens in den achtziger Jahren des Zwanzigsten Jahrhunderts ausgestorben. Die noch immer zahlreichen Querbauwerke im Gewässer behindern Fische und andere Wasserbewohner bei der Wanderung.

### LUBW
Amtliche Online-Gewässerkarte mit passendem Ausschnitt und den hier benutzten Layern: Lauf und Einzugsgebiet des Finkenbachs

Allgemeiner Einstieg ohne Voreinstellungen und Layer: Daten- und Kartendienst der Landesanstalt für Umwelt Baden-Württemberg (LUBW) (Hinweise)
1. 1 2 3  Höhe nach dem Höhenlinienbild auf dem Hintergrundlayer Topographische Karte.
2. 1 2 3  Länge nach dem Layer Gewässernetz (AWGN).
3. ↑  Einzugsgebiet aufsummiert aus den Teileinzugsgebieten nach dem Layer Basiseinzugsgebiet (AWGN).
4. ↑  Länge abgemessen auf dem Hintergrundlayer Topographische Karte.
5. ↑  Einzugsgebiet nach dem Layer Basiseinzugsgebiet (AWGN).
6. ↑  Einzugsgebiet abgemessen auf dem Hintergrundlayer Topographische Karte.

### Andere Belege
1. ↑  Gewässerkartendienst des Hessischen Ministeriums für Umwelt, Klimaschutz, Landwirtschaft und Verbraucherschutz (Hinweise)
2. ↑  Typ 5.1: Feinmaterialreiche silikatische Mittelgebirgsbäche (Seite nicht mehr abrufbar, festgestellt im April 2018. Suche in Webarchiven)  Info: Der Link wurde automatisch als defekt markiert. Bitte prüfe den Link gemäß Anleitung und entferne dann diesen Hinweis. (PDF; 191 kB)
3. ↑  Otto Klausing: Geographische Landesaufnahme: Die naturräumlichen Einheiten auf Blatt 151 Darmstadt. Bundesanstalt für Landeskunde, Bad Godesberg 1967. → Online-Karte (PDF; 4,3 MB)
4. ↑  Josef Schmithüsen: Geographische Landesaufnahme: Die naturräumlichen Einheiten auf Blatt 161 Karlsruhe. Bundesanstalt für Landeskunde, Bad Godesberg 1952. → Online-Karte (PDF; 5,1 MB)
5. ↑  GN Schwarzbach/Hornbach: Warum müssen unsere Fließgewässer für Fische und andere Lebewesen durchwanderbar sein? (PDF; 6,7 MB)
6. ↑  Grunddatenerfassung zu Monitoring und Management des FFH-Gebietes 6419-307 „Finkenbachtal und Hinterbachtal“. November 2007.
7. ↑  Rote Liste und Artenverzeichnis der Schnecken und Muscheln Baden-Württembergs. LUBW, August 2008.